# Enzims per coagulació
Els enzims per coagulació són enzims proteolítics que hidrolitzen les micel·les de caseïna present a la llet causant la seva desestabilització i posterior agregació en forma de gel o coàgul (quallada de formatge). L'estructura final del gel estarà determinada per diferents factors com el pH, la concentració de calci i la temperatura de la llet, entre d'altres.
Aquests enzims són utilitzats en la indústria láctia per aconseguir la coagulació de la llet, en el procés de producció de formatges. Llavors, en processos posteriors com la maduració del formatge, s'utilitzen altres enzims com proteinases neutres, peptidases i lipases que permeten una manipulació de la quallada de formatge i així obtenir la gran varietat de formatges disponibles actualment.
Durant segles, la coagulació de la llet s'ha obtingut addicionant quall animal provinent del quart estómac dels remugants lactants. Però les dificultats per a l'abastament de quall han afavorit el desenvolupament d'altres coagulants de diferents orígens com vegetals i microbains.

## Composició de la llet
La llet està composta principalment d'aigua, greix, proteïnes i hidrats de carboni, en proporcions diferents segons l'espècie, l'època de l'any i l'alimentació.
| Animal | Aigua | Greix | Proteïna | Lactosa | Altres |
| ------ | ----- | ----- | -------- | ------- | ------ |
| Ase    | 89.0  | 2.5   | 2.0      | 6.0     | 0.5    |
| Camell | 87.1  | 4.2   | 3.7      | 4.1     | 0.9    |
| Vaca   | 87.6  | 3.8   | 3.3      | 4.7     | 0.6    |
| Cabra  | 87.0  | 4.5   | 3.3      | 4.6     | 0.6    |
| Ovella | 81.6  | 7.5   | 5.6      | 4.4     | 0.9    |

A l'hora d'analitzar el coagulant, la part més important de la llet és la proteïna, ja que és el que estableix l'organització de cadascun dels compostos dintre de la llet i és la part sensible al quall. Aquest fet és degut al fet que la llet està distribuïda en micel·les, caseïnes unides entre elles mitjançant ponts de fosfat de calci, que tenen una part hidròfoba a l'interior i la part hidròfila a l'exterior. Hi ha tres grans grups de proteïnes de caseïnes les α, les β i les κ. La κ-caseïna està ubicada a la part més externa de l'estructura esfèrica de la micel·la, i aquesta facilita l'estabilitat col·loidal.

## Coagulació de la llet
La coagulació de la llet consisteix en una sèrie de modificacions fisicoquímiques de la caseïna. La llet pot coagular-se, bé per acidesa que és el que es coneix com a coagulació làctica (formatge fresc) o bé afegint quall a la llet que es coneix com a coagulació enzimàtica (altres tipus de formatges).
La coagulació enzimàtica s'indueix afegint-hi enzims proteolítics d'origen animal, vegetal o microbià. Aquests enzims de tipus coagulant actuen en dues etapes. Un primer pas, on es produeix la hidròlisi dels enllaços Phe105-Met106 de la k-caseïna, obtinguent para-k-caseïna (segment que conté els aminoàcids 1-105) i un macropèptid (segment que conté els aminoàcids 106-169). I un segon pas, on el segment de l'1 al 105 queda com a paracaseïnat càlcic formant el coàgul, mitjançant enllaços intermicel·lars. Així, la quallada de formatge és un gel on les micel·les de caseïna hidrolitzades engloben el sèrum i els glòbuls grassos en el seu interior.

## Qualls
Els qualls i coagulants són preparacions d'enzims de la família de les proteases aspàrtiques, els quals s'han utilitzat en la indústria làctia per mils d'anys. Aquests enzims es caracteritzen per tenir el mateix mecanismo catalític, amb dos residus d'àcid aspàrtic en el lloc de catàlisi.
La coagulació de la llet amb quall és un pas clau en la preparació de diversos productes làctics, com els formatges. Existeixen diferents tipus i fonts d'enzims de coagulació de la llet utilitzats en la fabricació del formatge. Actualment la quimosina produïda per fermentació (FPC) és la més utilitzada en el mercat. Els qualls de boví adult es troben en segon lloc i, els coagulants de Rhizomocur miehei són el tercer tipus d'enzims coagulants més utilitzats en l'elaboració de formatges.

### Qualls animals
Tradicionalment, la separació de la llet en quallada i sèrum de llet és causada per l'addició d'un extracte de l'abomasum (el quart i darrer estómac dels remugants). L'extracte de quall més comú prové vedells no deslletats (quall de boví). Aquest presenta el màxim rendiment i dona la textura i el sabor tradicionals en formatges durs i semidurs. D'altra banda, la pasta de quall de petits remugants com xai o cabrit s'utilitza per produir formatges amb sabors picants gràcies a la presència de lipases pregàstriques.
Els extractes de quall animal es componen principalment per tres enzims: quimosina, pepsina i gastrisina. La quimosina bovina és una proteïna globular amb 323 aminoàcids amb una homologia de seqüència del 55% amb la pepsina. La quimosina natural de vedell presenta tres isoformes: A, B i C. La isoforma B és la més abundant i estable, mentre que la isoforma C és un producte de degradació de la isoforma A. La quimosina trenca l'enllaç Phe150-Met106 de la k-caseïna, mentre que la pepsina i la gastrisina són proteases genèriques amb una menor activitat específica.
La proporció d'aquests enzims depèn de la dieta alimentària i de l'edat en què és sacrificat l'animal. Concretament, el bestiar adult presenta una proporció més alta de pepsina, 80-90% i menor de quimosina, 10-20%. D'altra banda els extractes provinents d'estómacs de vedells joves tenen un alt contingut de quimosina, 80-90% i baix de pepsina, 10-20%. El major contingut de pepsina dels qualls de boví adult el fa més sensible al pH, i en general posseeix una major activitat proteolítica, per això és de la major ús.

### Qualls vegetals
La Cynara cardunculus (herbacol) és una altra font d'enzims coagulants. Concretament presenta cardosines i ciprosines com a proteases. La cardosina A té unes característiques molt similars a la quimosina per a la seva utilització, mentre que la cardosina B té unes característiques molt similars a la pepsina. Aquestes es localitzen en les flors, on els nivells de l'enzim augmenten a mesura que augmenta la maduració de la flor. És per això que per fer servir l'herbacol com a quall s'utilitza la flor de la C.cardunculus.
Aquesta planta s'utilitza per a la producció a petita escala de formatges artesans de llet d'ovella i de cabra, sobretot a la conca del Mediterrani (sobretot a Espanya i Portugal). El seu ús com a quall no s'ha estès molt a causa de les diferències culturals a escala gastronòmica.
Aquests coagulants tenen una major activitat proteolítica en comparació amb la quimosina bovina, fet que permet obtenir característiques sensorials òptimes pel formatge en menys temps (acceleració del temps de maduració). Els formatges coagulats amb herbacol presenten una textura lleugerament mantegosa, un desenvolupament de l'aroma típic i un sabor lleugerament amarg i cremós. La textura més ferma del formatge s'obté amb quimosina, i la cardosina A té molta similitud funcional amb aquesta. La textura més cremosa s'obté amb pepsina, i la cardosina B té molta similitud funcional amb aquesta. Això vol dir que la textura resultant del formatge s'obtindrà variant les concentracions dels enzims.

### Qualls microbians
Els problemes de subministrar de quall animal i l'expansió de la indústria del formatge a partir de la dècada de 1940 varen forçar la recerca d'enzims alternatius al quall animal. Tots els coagulants microbians coneguts utilitzats en l'elaboració de formatges són d'origen fúngic. La proteïnasa de Rihzomucor miehei és el predominant, que també és una aspartil-proteinasa, com la quimosina. Existeixen tres tipus de coagulants miehei amb la mateixa preparació d'enzims proteolítics (proteases), però modificats:
- “Tipus L”: l'enzim natiu. Presenta una alta estabilitat tèrmica, és a dir, és termoresistent (probablement perquè és la més glicosilada de totes les aspartil-proteases conegudes) i major activitat preoteolítica que el quall de vedell.
- "Tipus TL”: l'enzim desestabilitzat. Obtingut per oxidació de l'enzim natiu. És termolàbil, de major dependència al pH i menys activitat proteolítica que la “Tipus L”.
- “Tipus XL”: obtinguda per una major oxidació que la “Tipus TL”. És extratermolàbil, de major dependència al pH i menor activitat proteolítica que la “Tipus TL”.

#### Quimosina produïda per fermentació (FPC)
Avui en dia, la majoria de la quimosina s'obté per fermentació, tot i que es troba en el mercat des de 1990.
La quimosina bovina es produeix àmpliament per tecnologia del DNA recombinant mitjançant microorganismes com Aspergillus niger i Kluyveromyces lactis. Aquest enzim té exactament la mateixa seqüència d'aminoàcids que la quimosina present en el quall boví. La quimosina de camell també està disponible en el mercat, obtinguda per Aspergillus niger. Aquest enzim es pot afegir a la llet de vaca per aconseguir la seva coagulació amb una especificitat major que la quimosina bovina. D'altra banda la quimosina bovina no pot causar la gelificació de la llet de camell. Aquestes diferències són degudes a les diferències en els residus d'aminoàcids del lloc d'unió del substrat, resultant en una major associació entre la quimosina de camell i la k-caseïna de la llet de vaca. Cal tenir en compte que s'han obtingut altres quimosines recombinants de cabra i búfal. En particular, la quimosina de cabra té una especificitat catalítica major que les altres.